# میرکو لامانتیا
میرکو لامانتیا (انگلیسی: Mirko Lamantia؛ زادهٔ ۱ مارس ۱۹۹۰) بازیکن فوتبال اهل ایتالیا است.
از باشگاه‌هایی که در آن بازی کرده‌است می‌توان به باشگاه فوتبال نووارا اشاره کرد.